# Apache Xerces
Apache Xerces（アパッチ ザーシーズ）は、XML文書のパースと操作を行うための一群のソフトウェアパッケージであり、Apacheソフトウェア財団のApache Xercesプロジェクトにより開発されている。
このプロジェクトは、以前はApache XMLプロジェクトのサブプロジェクトであったが、現在はApacheソフトウェア財団のトップレベルプロジェクトとなっており、同財団で自らの権限で活動している。Xercesは、Apacheライセンスによるオープンソースのソフトウェアパッケージ群である。広く使われているXMLプロセサ (XMLパーサ) の実装の一つである。IBMからApacheソフトウェア財団に寄贈された XML4J という実装がもとになっているが、現在のバージョンは全て新規に開発し直された。
Xercesは、XML文書のパースとXML文書の生成の両方の機能を提供している。Xercesの名称は、Xerces Blue butterfly (en:Xerces Blue) という絶滅した種の蝶に由来する。
Xercesが提供するライブラリは、XML文書のパースを行うためのさまざまなAPIを実装している。Xercesのライブラリが実装している、XML文書のパースのためのAPIには、DOM、SAX、SAX2が含まれている。Java、C++、Perl向けのXercesソフトウェアパッケージが利用可能である。